# Masaru Inada
Masaru Inada (jap. 稲田 勝 Inada Masaru; ur. 2 listopada 1978 w Sapporo) – japoński skeletonista, olimpijczyk.

## Kariera
Największy sukces w karierze osiągnął 13 stycznia 2007 roku w Nagano, gdzie zajął trzecie miejsce w zawodach Pucharu Świata. W zawodach tych wyprzedzili go jedynie dwaj reprezentanci USA: Eric Bernotas i Zach Lund. Było to jednak jego jedyne podium w zawodach tego cyklu. W klasyfikacji generalnej sezonu 2006/2007 zajął ostatecznie trzynaste miejsce. W 2002 roku wystartował na igrzyskach olimpijskich w Salt Lake City, zajmując osiemnaste miejsce. Wynik ten powtórzył na rozgrywanych cztery lata później igrzyskach w Turynie. Był też między innymi jedenasty podczas mistrzostw świata w Nagano w 2003 roku.